# Orașul Orfanilor (Alexandropol)
Orașul Orfanilor reprezintă denumirea atribuită Orfelinatului American din Alexandropol (astăzi Ghiumri, Armenia), probabil cel mai mare orfelinat din istorie, până în prezent. Apariția sa de datorează necesității de a susține copii orfani apăruți în contextul genocidului armean și al dispariției sprijinului, oferit până atunci refugiaților armeni de către statul rus, aflat în disoluție. 
De-a lungul timpului, prin orfelinat au trecut un număr estimat de 24.000 până la 40.000 de copii (estimare avansată de organizația care s-a ocupat până în 1927 de orfelinat, fiind  de mai mult de 30.000 de copii), din totalul estimat de 150.000 de orfani rezultați ca efect direct la al genocidului armean. 
Orașul a servit, de asemeni, ca important centru pentru refugiații de război.

## Suportul
Crearea, gestionarea și susținerea sa se datorează cu predilecție eforturilor organizației americane Near East Relief (astăzi numită Near East Foundation), care, a preluat și orfelinatele din Kars și Erevan, precum și alte orfelinate ale Guvernului Armeniei, dat fiind că acesta nu dispunea de personal, alimente, cadre medicale și materiale sanitare, ori rechizite necesare copiilor. În limba armeană, orfelinatelor li s-a atribuit titulatura de Amergomee Vorpanotsneruh (Orfelinatele Comitetului American).
În 1921, orfelinatul din Alexandropol a primit și pe orfanii armeni de la orfelinatul din Kars, obligați de autoritățile turce să plece (din cei 6.000 plecați, 1.000 au murit pe drum). În 1927, Near East Relief a întrerupt ajutorul acordat Armeniei, organizația fiind expulzată de către Uniunea Sovietică.

## Complexul
Existența complexului a avut la bază cele trei foste cazărmi militare rusești ale orașului, construite în intervalul 1860-1900: Kazachi Post, Polygon și Seversky Kazachi Post. Demolate parțial de către turci, vandalizate și devastate ulterior, inclusiv de către refugiații de război, cazărmile au fost renovate cu ajutorul muncii refugiaților. 
Cele trei complexe din Alexandropol aveau un total de 170 de clădiri funcționale, printre care o jumătate de duzină de depozite cu dimensiuni de aproximativ 300 de metri, aproximativ 40 de cazărmi cu două etaje, cu capacitatea de a primi de la 250 până la 1.000 de copii, clădiri școlare cu 24 până la 30 de săli de clasă și clădiri utilizate de servicii: administrație, facilități medicale, poliție, aprovizionare cu combustibil și instalații de iluminat, bucătării, cuptoare, spălătorii, băi, grajduri și garaje. 
Calea ferată ajungea numai până la una dintre grupele de cazărmi, astfel că transportul pentru celelalte două grupe trebuia organizat, separat. Complexul era deservit pentru aprovizionarea cu bunuri, de două fabrici proprii, dintre care una a fost închisă, ulterior, nemaifiind necesară.

## Provocările
Dificultățile întâmpinate au fost mari, copii trebuind apărați de turci, de masacrare și de jefuitori, de impactul războiului, de foamete, de condițiile tipice unor lagăre de refugiați și de efectele cutremurului din Alexandropol din 1926. În general, un adult avea grijă de 15 până la 20 de copii. Dormitoarele, în care dormeau în fiecare câteva sute de copii, aveau paturi supraetajate, în fiecare dintre cele două paturi suprapuse, dormind doi copii. Spre diferență de acestea, în spitalul din Kazachi Post dormeau trei până la patru copii în pat.
Au existat momente, la sfâșitul anului 1920 și începutul anului 1921, când lipsa de resurse și situația impusă de război a determinat apariția a 20 sau chiar mai multe decese zilnice, printre copii, la Alexandropol.

## Serviciile
Spitalul orfelinatului, încadrat cu medici americani și armeni se ocupa nu numai de copii, ci și de rudele acestora și, în general de oricine solicita ajutor. Existau două secții, una de Medicină internă și una de Chirurgie, precum și cabinete dentare. Un număr mare de copii au necesitat tratament pentru trahom sau alte boli. Copii afectați de tuberculoză pulmonară sau osoasă erau izolați separat. La Seversky Kazachi Post a fost înființat un spital oftalmologic, care, se ocupa de numeroasele cazuri de trahom. În mod regulat, cadrele medicale ale spitalului se deplasau în ambulanțe, pentru a acorda îngrijiri medicale copiilor, în satele din jur.
Educația copiilor se realiza în școli proprii, corpul profesoral fiind parțial alcătuit de profesori locali, instruiți de Near East Relief. Educația copiilor includea cursuri profesionale (agricole, de lucru manual, meșteșugărești, industriale, de servicii), astfel încât, ajunși la vârsta de 16 ani, la care trebuiau să părăsească orfelinatul, protejații acestuia să se poată susține de unii singuri, cu ce învățaseră la școlile de meserii. Datorită faptului că bolile ochilor asociate cu orbirea erau răspândite, a fost înființată și o școală pentru nevăzători, unde aceștia erau învățați să fabrice diverse obiecte, folosindu-și simțul tactil. 

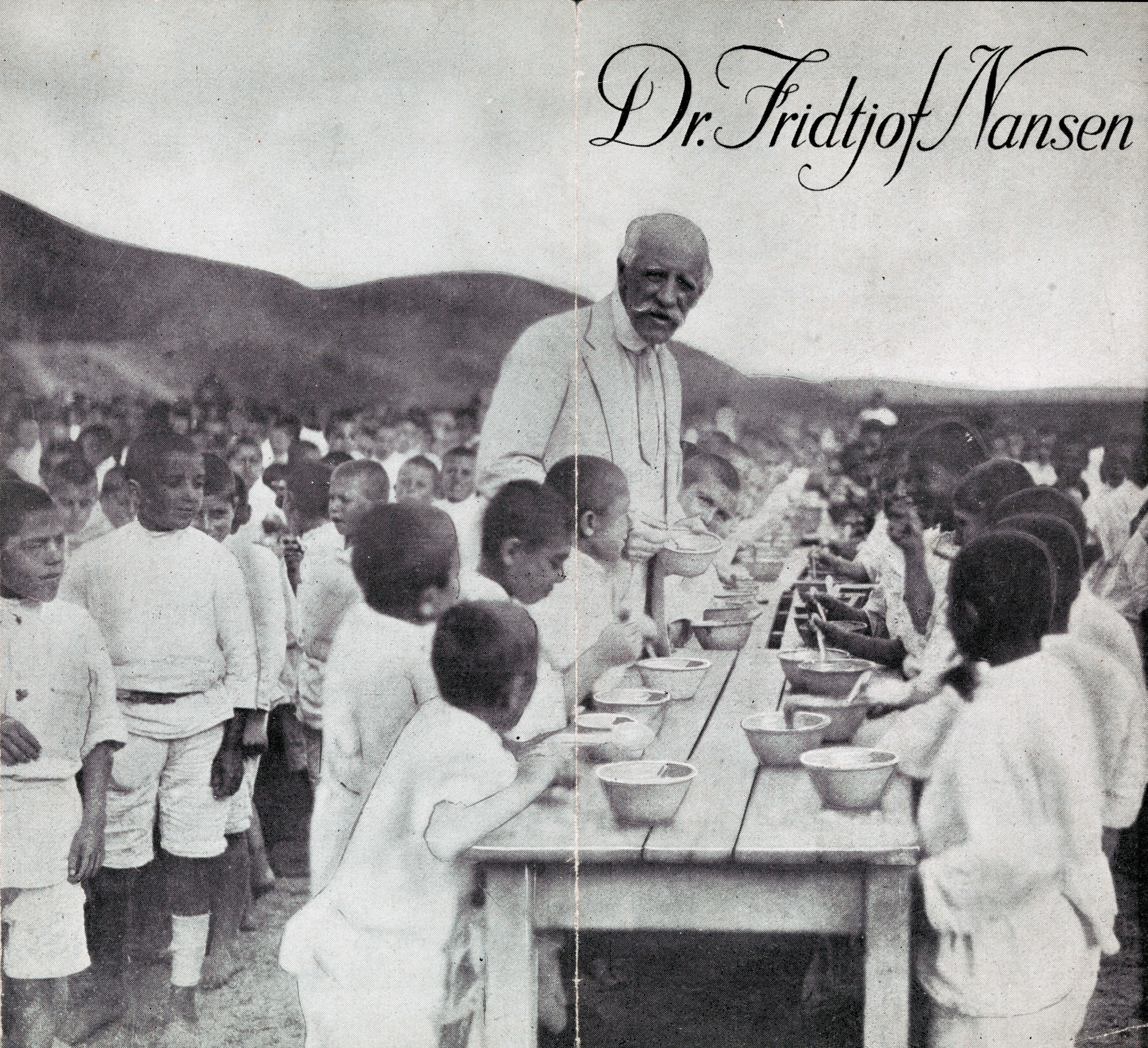
Fridtjof Nansen, în tabăra de vară de lângă Ghiumri.

A fost, de asemenea, deschisă o școală de infirmiere (nurse), în memoria lui Edith May Winchester, infirmieră americană decedată la datorie în 17 mai 1919, de tifos exantematic (ulterior, școala a fost transferată la Erevan).

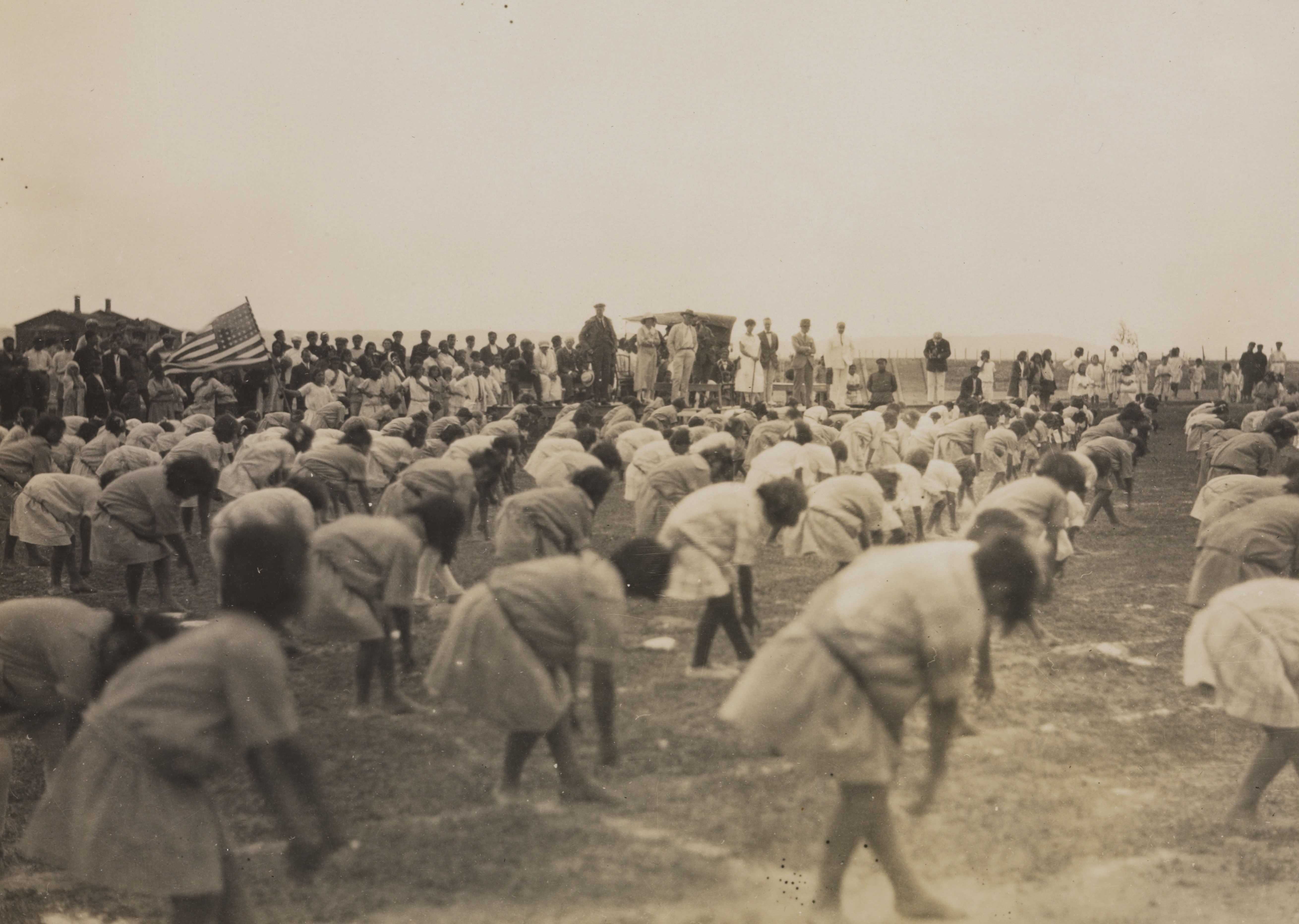
Exerciții fizice, la Seversky Kazachi Post, în timpul vizitei lui Fridtjof Nansen

Copii, în orfelinat, au beneficiat atât de activități necesare dezvoltării fizice (exerciții, jocuri de echipă și competiții), cât și culturale (prelegeri și piese de teatru). Vara, unii dintre ei mergeau la o tabără de vară lângă râul Arkhuryan, iar o parte dintre tineri cultivau pământul într-o colonie la Sardarabad (astăzi Sardarapat), folosind metodele noi de agricultură învățate la orfelinat, colonia fiind folosită și pentru diseminarea respectivelor metode, satelor din jur.
La Seversky Kazachi Post  exista construit un sat model din case de piatră (construit de băieții de la Polygon), cu propriile sale animale și grădini, unde grupuri de câte 50 de fete de 15 ani locuiau câte trei luni, învățând să întrețină și să gestioneze o gospodărie, precum și să cultive grădinile și să îngrijească animalele proprii.

## Caracterul educației
În orfelinat, beneficiarii acestuia aveau cota lor parte de muncă în ce privește curățenia, servirea mesei, prepararea hranei, confecționarea hainelor și a încălțămintei, lucrul la grădini și ferme. 
Educația religioasă a orfanilor se făcea în religia părinților lor, până în momentul adoptării modelului sovietic de societate, în Armenia. Copii erau învățați că nu sunt beneficiarii unui favor special din partea Americii și că erau datori să ajute mai departe, la rândul lor, pe alții.